# Probatiomimus zellibori
Probatiomimus zellibori är en skalbaggsart som beskrevs av Monné 1990. Probatiomimus zellibori ingår i släktet Probatiomimus och familjen långhorningar. Inga underarter finns listade i Catalogue of Life.